# Jane (雑誌)
『jane』（ジェーン）は、日本の出版社・マガジンハウスが発行していた雑誌。

## 概要
日本の出版社マガジンハウス社が発行するターザン の女性版。
不定期刊行。

## 主な内容
「快適なライフスタイルの追求」をコンセプトに掲げ、スポーツ、フィットネス、スタイル、スキンケア、などの情報を扱う。女性をターゲットにした健康情報系のライフスタイル誌である。